# Britt Nicole

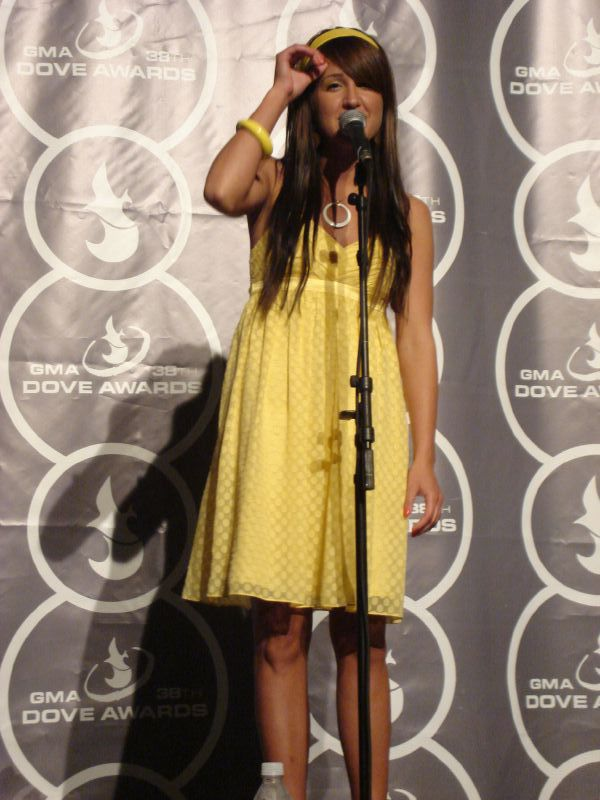
Britt Nicole

Brittany Nicole Waddell (* 2. August 1984 in Kannapolis, North Carolina) ist eine US-amerikanische christliche Pop-/Rocksängerin.

## Leben
Britt Nicole begann bereits im Alter von drei Jahren in ihrer Heimatkirche in Kannapolis, North Carolina, zu singen. Sie wurde später Mitglied mehrerer Chöre und Bands. Seit 2004 tritt sie als Solosängerin auf, wofür sie ein Universitäts-Stipendium aufgab.
Ihren Durchbruch hatte sie 2009 mit ihrem zweiten Album The Lost Get Found, das in den US-Christian-Album-Charts Platz 1 belegte. Diesen Erfolg konnte sie 2013 mit dem Album Gold wiederholen, welches nach der Wiederveröffentlichung durch Capitol Records knapp 100.000 Mal verkauft wurde. Die gleichnamige Single aus dem Album wurde 2014 mit einer Goldenen Schallplatte ausgezeichnet.

## Diskografie

### Alben
| Jahr | Titel              | Höchstplatzierung, Gesamtwochen, AuszeichnungChartplatzierungen (Jahr, Titel, Platzierungen, Wochen, Auszeichnungen, Anmerkungen) | Höchstplatzierung, Gesamtwochen, AuszeichnungChartplatzierungen (Jahr, Titel, Platzierungen, Wochen, Auszeichnungen, Anmerkungen) | Anmerkungen                           |
| Jahr | Titel              | US | Christ | Anmerkungen                           |
| ---- | ------------------ | --- | --- | ------------------------------------- |
| 2003 | Follow the Call    | — | Christ—Christ | Erstveröffentlichung: 10. Januar 2003 |
| 2007 | Say It             | — | Christ40 (3 Wo.)Christ | Erstveröffentlichung: 22. Mai 2007    |
| 2009 | The Lost Get Found | US62 (7 Wo.)US | Christ1 (61 Wo.)Christ | Erstveröffentlichung: 11. August 2009 |
| 2012 | Gold               | US41 (12 Wo.)US | Christ1 (83 Wo.)Christ | Erstveröffentlichung: 26. März 2012   |
| 2016 | Britt Nicole       | US100 (1 Wo.)US | — | Erstveröffentlichung: 7. Oktober 2016 |

### Extended Plays
| Jahr | Titel    | Höchstplatzierung, Gesamtwochen, AuszeichnungChartsChartplatzierungen (Jahr, Titel, Platzierungen, Wochen, Auszeichnungen, Anmerkungen) | Anmerkungen                           |
| Jahr | Titel    | Christ | Anmerkungen                           |
| ---- | -------- | --- | ------------------------------------- |
| 2010 | Acoustic | Christ22 (5 Wo.)Christ | Erstveröffentlichung: 23. August 2010 |

Weitere EPs
- 2007: Holiday Trio

### Singles
| Jahr | Titel Album                          | Höchstplatzierung, Gesamtwochen, AuszeichnungChartplatzierungen (Jahr, Titel, Album, Platzierungen, Wochen, Auszeichnungen, Anmerkungen) | Höchstplatzierung, Gesamtwochen, AuszeichnungChartplatzierungen (Jahr, Titel, Album, Platzierungen, Wochen, Auszeichnungen, Anmerkungen) | Anmerkungen         |
| Jahr | Titel Album                          | US | Christ | Anmerkungen         |
| ---- | ------------------------------------ | --- | --- | ------------------- |
| 2007 | You Say It                           | — | Christ6 (21 Wo.)Christ |                     |
| 2008 | Set the World on Fire Say It         | — | Christ11 (20 Wo.)Christ |                     |
| 2009 | The Lost Get Found                   | — | Christ8 (22 Wo.)Christ |                     |
| 2010 | Walk on the Water The Lost Get Found | — | Christ17 (23 Wo.)Christ |                     |
| 2010 | Hanging On The Lost Get Found        | — | Christ19 (20 Wo.)Christ |                     |
| 2012 | All This Time Gold                   | — | Christ3 (29 Wo.)Christ |                     |
| 2013 | Stand Gold                           | — | Christ36 (12 Wo.)Christ |                     |
| 2013 | Gold                                 | US83 Gold · (3 Wo.)US | Christ16 (21 Wo.)Christ | Verkäufe: + 500.000 |
| 2013 | Ready or Not Gold                    | — | Christ25 (23 Wo.)Christ | feat. Lecrae        |
| 2014 | O Come, All Ye Faithful –            | — | Christ12 (5 Wo.)Christ |                     |
| 2015 | The Sun Is Rising Gold               | — | Christ26 (20 Wo.)Christ |                     |
| 2016 | Through Your Eyes Britt Nicole       | — | Christ20 (26 Wo.)Christ |                     |
| 2017 | Be the Change Britt Nicole           | — | Christ22 (15 Wo.)Christ |                     |

### Gastbeiträge
| Jahr | Titel Album                             | Höchstplatzierung, Gesamtwochen, AuszeichnungChartsChartplatzierungen (Jahr, Titel, Album, Platzierungen, Wochen, Auszeichnungen, Anmerkungen) | Anmerkungen                                |
| Jahr | Titel Album                             | Christ | Anmerkungen                                |
| ---- | --------------------------------------- | --- | ------------------------------------------ |
| 2014 | We Three Kings –                        | Christ34 (2 Wo.)Christ | Tenth Avenue North feat. Britt Nicole      |
| 2014 | Dark Days, Darker Nights Below Paradise | Christ47 (1 Wo.)Christ | Tedashii feat. Britt Nicole                |
| 2014 | You’re Not Alone Mobile Orchestra       | Christ5 (21 Wo.)Christ | Owl City feat. Britt Nicole                |
| 2017 | Can You Hold Me Mansion                 | Christ34 Gold · (21 Wo.)Christ | Verkäufe: + 500.000; NF feat. Britt Nicole |